# Canonesas Regulares de San Agustín
Las Canonesas Regulares de San Agustín (oficialmente en latín: Canonissae Regularis S. Augustini), más conocidas en España como Canónigas Regulares, son una orden religiosa católica de canonesas regulares de derecho pontificio y de monasterios sui iuris, cuyos orígenes se remontan al siglo XI, cuando grupos de mujeres se unieron para vivir según el modelo de la Regla de San Agustín. A las religiosas de este instituto se les conoce como canonesas agustinas o canónigas agustinas (según el país) y posponen a sus nombres las siglas C.S.A. Es muy común, en los medios de comunicación y en páginas culturales, confundir a las canonesas con las monjas agustinas de la Orden de San Agustín, que tienen una historia completamente diferente.

## Historia
El origen de las canonesas agustinas se remontan a los siglos XI y XII, cuando grupos de mujeres querían vivir según el modelo de vida de la Regla de San Agustín. Aunque no tienen un fundador, o al menos no se conoce, consideran a Agustín de Hipona como el inspirador de su obra. Con el tiempo nacieron diversas congregaciones o federaciones, correspondientes a las respectivas ramas masculinas. Sin embargo algunos monasterios permanecieron independientes y se quedaron solo con el título de Canonesas Regulares de San Agustín.

## Organización
La Orden de las Canonesas Regulares de San Agustín es un instituto religioso de derecho pontificio, es decir aprobado por la Santa Sede y está compuesta por diversos monasterios autónomos (sui iuris). Cada monasterio está regido por una abadesa. Las religiosas se dedican a la celebración del culto litúrgico solemne y viven en clausura.
En 2015, las canonesas agustinas no federadas eran unas 194, en 14 monasterios, presentes en Bélgica, Canadá, Francia, Italia, España y Polonia

## Personajes ilustres
- Catalina Tomás y Galard (1531-1574), santa, canonesa del monasterio de Palma de Mallorca, España, beatificada por el papa Pío VI, el 12 de agosto de 1792; y canonizada por el papa Pío XI, el 22 de junio de 1930.[9]
- Ana Catalina Emmerick (1774-1824), beata, canonesa del monasterio de Agnetemberg, Alemania, beatificada por el papa Juan Pablo II el 3 de octubre de 2004.[10]